# 生方大吉

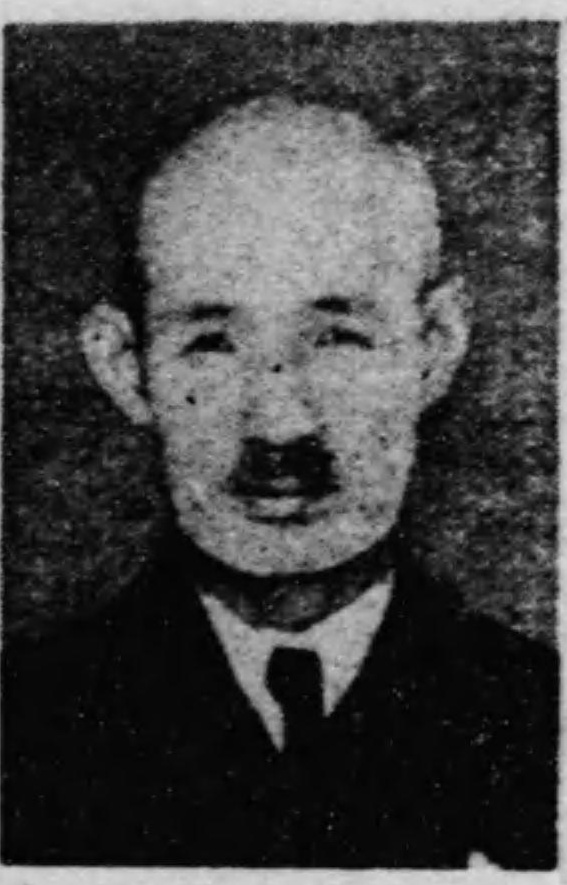
生方大吉

生方 大吉（うぶかた だいきち、1882年（明治15年）3月28日 - 1964年（昭和39年）3月13日）は、大正から昭和期の実業家、政治家。衆議院議員（5期）。

## 経歴
群馬県利根郡、のちの新治村下新田（現みなかみ町）で、生方太吉の長男として生まれる。1898年（明治31年）利根学校（沼田中学を経て現群馬県立沼田高等学校）を卒業した。
1918年（大正7年）利根電気を設立して社長に就任し、鶴ヶ淵発電所を設けた。その他、新治製材社長、利根倉庫取締役、坂東自動車取締役、利根製糸監査役、群馬共栄合資会社代表社員、棒丸百貨店会長などを務めた。
1918年ころから政治家を志し、1924年（大正13年）5月、第15回衆議院議員総選挙で群馬県第5区から憲政会公認で初出馬して当選。第16回総選挙では落選し、1930年（昭和5年）2月の第17回総選挙では再選された。第18回総選挙では落選し、1936年（昭和11年）2月の第19回総選挙で再選され、第20回総選挙では落選した。この間、立憲民政党に所属し、院内幹事、党幹事を務めた。戦後、1946年（昭和21年）4月の第22回総選挙に群馬県選挙区から日本進歩党公認で出馬したが次点で落選し、その後、須永好の死去により、同年9月に繰上当選となった。1947年（昭和22年）4月の第23回総選挙に群馬県第1区から民主党公認で出馬して再選されたが、同年12月5日に議員を辞職しそのまま出馬せず、引退した。この間、日本進歩党会計監督、民主党常議員会会長などを務めた。その後、第24回、第28回総選挙に立候補したが、いずれも落選した。
三国峠の国道編入と改修、利根地方の開発振興などに尽力し、また、父の遺志を継いで、地元新治村出身の豪商塩原太助を顕彰する保存会を組織し、1964年（昭和39年）に報徳塩原神社（報徳太助神社）を建設した。
1964年3月13日死去、81歳。死没日をもって勲四等瑞宝章追贈、正五位に叙される。

## 人物・逸話
- 議場では鋭い野次をとばし臨席していた昭和天皇が「あの無礼な男は何者か」と訊ねるなどして「野次将軍」と称された[4]。また1947年には泥酔して本会議に出席した挙げ句議場内で放尿してしまい、これが原因で議員辞職に追い込まれている。
- あまりに政治にのめりこみ、父から「政治に没頭し家督相続に適さない」と相続人廃除訴訟を起こされたことがあった[3]。